# Zuniceratops
Zuniceratops christopheri
Genre
Espèce
Zuniceratops (« visage cornu des Zuni ») est un genre éteint de dinosaures ornithischiens. Il est, au sein des cératopsiens, le plus basal de la super-famille des Ceratopsoidea. Il a été découvert au Nouveau-Mexique dans la formation géologique de Moreno Hill et a vécu durant le Crétacé supérieur, au Turonien moyen, il y a environ 92 Ma (millions d'années), faisant de lui le plus ancien des Ceratopsoidea.
Une seule espèce est rattachée au genre : Zuniceratops christopheri, décrite en 1998 par Douglas G. Wolfe et James Ian Kirkland.

## Découverte

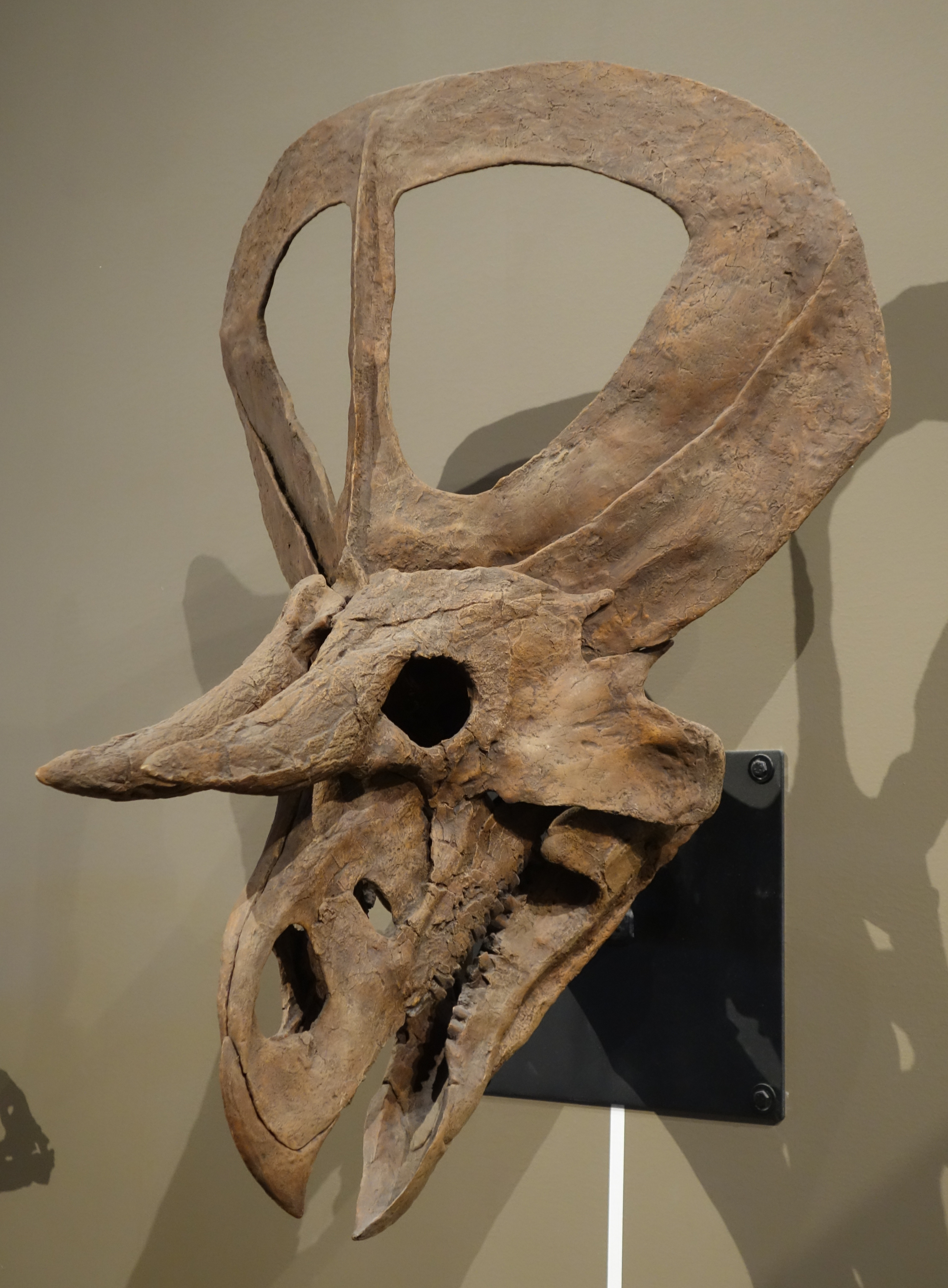
Crâne de Zuniceratops exposé à Salt Lake City

Les premiers restes fossiles de Zuniceratops ont été découverts en 1996 par le jeune Christopher James Wolfe, 8 ans, fils du paléontologue Douglas G. Wolfe qui l'a décrit deux ans plus tard. Le nom de l'espèce christopheri rend hommage au jeune inventeur. Un crâne et les os de quelques individus ont été retrouvés.

## Description
Zuniceratops est le plus petit des Ceratopsoidea avec une longueur de 3 à 3,50 mètres, une hauteur au garrot d'environ 1 mètre et un poids de 100 à 150 kg.
Le crâne est caractérisé par deux cornes situées au-dessus des orbites et une large collerette peu épaisse dépourvue de cornes. Comme chez Protoceratops, elle est percée de grands trous (fenestrations) et ne possède pas d'os exoccipital.
Zuniceratops est un bel exemple de transition évolutive entre les cératopsiens primitifs comme Protoceratops et les plus récents et plus gros cératopsidés, aux larges collerettes et cornes bien développées ayant vécu une dizaine de millions d'années après Zuniceratops. Cela supporte la théorie selon laquelle la lignée des cératopsiens est originaire d'Amérique du Nord et non pas d'Asie tel que généralement accepté.
Bien que le premier spécimen découvert n'eût que des dents à une seule racine, fait plutôt rare chez les cératopsiens, des fossiles trouvés ultérieurement montrent des dents à racine double, suggérant que les dents de l'animal devenaient à double racine avec l'âge. Il s'agissait, comme tous ses parents, d'un herbivore, et vraisemblablement d'un animal grégaire vivant en troupeau.

## Classification
En 2014, une analyse phylogénétique des cératopsiens, conduite par Andrew Farke et ses collègues à la suite de la découverte d'Aquilops americanus, confirme Zuniceratops comme le plus basal des Ceratopsoidea :
|  | Protoceratops |
|  |               |
|  | Bagaceratops  |
|  |               |

|  | Chasmosaurus |
|  |              |
|  | Triceratops  |
|  |              |

|  | Diabloceratops |
|  |                |
|  | Centrosaurus   |
|  |                |

|  | Chasmosaurus |
|  |              |
|  | Triceratops  |
|  |              |

|  | Diabloceratops |
|  |                |
|  | Centrosaurus   |
|  |                |

|  | Chasmosaurus |
|  |              |
|  | Triceratops  |
|  |              |

|  | Diabloceratops |
|  |                |
|  | Centrosaurus   |
|  |                |

|  | Chasmosaurus |
|  |              |
|  | Triceratops  |
|  |              |

|  | Diabloceratops |
|  |                |
|  | Centrosaurus   |
|  |                |

|  | Chasmosaurus |
|  |              |
|  | Triceratops  |
|  |              |

|  | Diabloceratops |
|  |                |
|  | Centrosaurus   |
|  |                |

|  | Chasmosaurus |
|  |              |
|  | Triceratops  |
|  |              |

|  | Diabloceratops |
|  |                |
|  | Centrosaurus   |
|  |                |

|  | Chasmosaurus |
|  |              |
|  | Triceratops  |
|  |              |

|  | Diabloceratops |
|  |                |
|  | Centrosaurus   |
|  |                |

|  | Chasmosaurus |
|  |              |
|  | Triceratops  |
|  |              |

|  | Diabloceratops |
|  |                |
|  | Centrosaurus   |
|  |                |

|  | Protoceratops |
|  |               |
|  | Bagaceratops  |
|  |               |

|  | Chasmosaurus |
|  |              |
|  | Triceratops  |
|  |              |

|  | Diabloceratops |
|  |                |
|  | Centrosaurus   |
|  |                |

|  | Chasmosaurus |
|  |              |
|  | Triceratops  |
|  |              |

|  | Diabloceratops |
|  |                |
|  | Centrosaurus   |
|  |                |

|  | Chasmosaurus |
|  |              |
|  | Triceratops  |
|  |              |

|  | Diabloceratops |
|  |                |
|  | Centrosaurus   |
|  |                |

|  | Chasmosaurus |
|  |              |
|  | Triceratops  |
|  |              |

|  | Diabloceratops |
|  |                |
|  | Centrosaurus   |
|  |                |

|  | Chasmosaurus |
|  |              |
|  | Triceratops  |
|  |              |

|  | Diabloceratops |
|  |                |
|  | Centrosaurus   |
|  |                |

|  | Chasmosaurus |
|  |              |
|  | Triceratops  |
|  |              |

|  | Diabloceratops |
|  |                |
|  | Centrosaurus   |
|  |                |

|  | Chasmosaurus |
|  |              |
|  | Triceratops  |
|  |              |

|  | Diabloceratops |
|  |                |
|  | Centrosaurus   |
|  |                |

|  | Chasmosaurus |
|  |              |
|  | Triceratops  |
|  |              |

|  | Diabloceratops |
|  |                |
|  | Centrosaurus   |
|  |                |

|  | Protoceratops |
|  |               |
|  | Bagaceratops  |
|  |               |

|  | Chasmosaurus |
|  |              |
|  | Triceratops  |
|  |              |

|  | Diabloceratops |
|  |                |
|  | Centrosaurus   |
|  |                |

|  | Chasmosaurus |
|  |              |
|  | Triceratops  |
|  |              |

|  | Diabloceratops |
|  |                |
|  | Centrosaurus   |
|  |                |

|  | Chasmosaurus |
|  |              |
|  | Triceratops  |
|  |              |

|  | Diabloceratops |
|  |                |
|  | Centrosaurus   |
|  |                |

|  | Chasmosaurus |
|  |              |
|  | Triceratops  |
|  |              |

|  | Diabloceratops |
|  |                |
|  | Centrosaurus   |
|  |                |

|  | Chasmosaurus |
|  |              |
|  | Triceratops  |
|  |              |

|  | Diabloceratops |
|  |                |
|  | Centrosaurus   |
|  |                |

|  | Chasmosaurus |
|  |              |
|  | Triceratops  |
|  |              |

|  | Diabloceratops |
|  |                |
|  | Centrosaurus   |
|  |                |

|  | Chasmosaurus |
|  |              |
|  | Triceratops  |
|  |              |

|  | Diabloceratops |
|  |                |
|  | Centrosaurus   |
|  |                |

|  | Chasmosaurus |
|  |              |
|  | Triceratops  |
|  |              |

|  | Diabloceratops |
|  |                |
|  | Centrosaurus   |
|  |                |

|  | Protoceratops |
|  |               |
|  | Bagaceratops  |
|  |               |

|  | Chasmosaurus |
|  |              |
|  | Triceratops  |
|  |              |

|  | Diabloceratops |
|  |                |
|  | Centrosaurus   |
|  |                |

|  | Chasmosaurus |
|  |              |
|  | Triceratops  |
|  |              |

|  | Diabloceratops |
|  |                |
|  | Centrosaurus   |
|  |                |

|  | Chasmosaurus |
|  |              |
|  | Triceratops  |
|  |              |

|  | Diabloceratops |
|  |                |
|  | Centrosaurus   |
|  |                |

|  | Chasmosaurus |
|  |              |
|  | Triceratops  |
|  |              |

|  | Diabloceratops |
|  |                |
|  | Centrosaurus   |
|  |                |

|  | Chasmosaurus |
|  |              |
|  | Triceratops  |
|  |              |

|  | Diabloceratops |
|  |                |
|  | Centrosaurus   |
|  |                |

|  | Chasmosaurus |
|  |              |
|  | Triceratops  |
|  |              |

|  | Diabloceratops |
|  |                |
|  | Centrosaurus   |
|  |                |

|  | Chasmosaurus |
|  |              |
|  | Triceratops  |
|  |              |

|  | Diabloceratops |
|  |                |
|  | Centrosaurus   |
|  |                |

|  | Chasmosaurus |
|  |              |
|  | Triceratops  |
|  |              |

|  | Diabloceratops |
|  |                |
|  | Centrosaurus   |
|  |                |